# Rhabdias okuensis
 (septembre 2009).
Espèce
Rhabdias okuensis est une espèce de parasites pulmonaires du caméléon, qui présente un cycle de vie étonnant. Dans les poumons du caméléon, on ne trouve que de grosses femelles hermaphrodites. Elles produisent à la fois des gamètes mâles et femelles, qui se fécondent. Les œufs deviennent des larves et passent dans le tube digestif pour être expulsés. Commence alors une vie « libre » : chaque larve donne un mâle ou une femelle, qui s'accouplent. Les individus issus de ces accouplements se développent dans le corps de leur mère en la dévorant. Les larves - au sol - sont probablement absorbées par des insectes qui, eux-mêmes, sont mangés par le caméléon - arboricole. Le cycle peut alors reprendre.